# Ormiophasia costalimai
Ormiophasia costalimai là một loài ruồi trong họ Tachinidae.